# The Ritz
The Ritz is een luxe 5-sterrenhotel aan de Piccadilly in Londen. Het bevat drie restaurants.
Op 8 april 2013 overleed de oud-premier van het Verenigd Koninkrijk Margaret Thatcher aan de gevolgen van een beroerte in het hotel.
The Ritz London is een monumentaal 5-sterrenhotel in Piccadilly in Londen, Engeland. Een symbool van high society en luxe, het hotel is een van 's werelds meest prestigieuze en bekendste hotels. 
Het is lid van het internationale consortium The Leading Hotels of the World.
Het hotel werd in mei 1906 geopend door de Zwitserse hotelier César Ritz, acht jaar nadat hij het Hôtel Ritz Parijs had opgericht. Na een zwak begin begon het hotel populariteit te winnen tegen het einde van de Eerste Wereldoorlog en werd het populair bij met name politici, socialites, schrijvers en acteurs van de dag. David Lloyd George hield een aantal geheime vergaderingen in het Ritz tijdens de tweede helft van de oorlog, en het was in het Ritz dat hij het besluit nam om namens Griekenland in te grijpen tegen Turkije. Noël Coward was een opmerkelijk diner in het Ritz in de jaren 1920 en 1930.
Eigendom van de familie Bracewell-Smith voor een periode tot 1976, de Ellerman Group of Companies kocht het hotel voor £ 80 miljoen van Trafalgar House in oktober 1995. Ze besteedden acht jaar en £ 40 miljoen om het te herstellen in zijn vroegere grandeur. In 2002 werd het het eerste hotel dat een koninklijk bevel ontving van de Prins van Wales voor zijn banket- en cateringdiensten.
De buitenkant is zowel structureel als visueel Frans-Amerikaans van stijl met weinig sporen van Engelse architectuur en wordt sterk beïnvloed door de architecturale tradities van Parijs. De gevel aan de Piccadilly-zijde is ongeveer 70 m, 35 m aan de kant van Arlington Street en 27 m aan de kant van Green Park. Op de hoeken van het paviljoen bevinden zich grote groene koperen leeuwen, het embleem van het hotel. The Ritz heeft 111 kamers en 25 suites.
De Ritz Club, sinds 1998 eigendom van de eigenaren van het Ritz Hotel, is een casino in de kelder van het hotel en beslaat de ruimte die voorheen de Ritz Bar and Grill was. Het biedt roulette, blackjack, baccarat en poker, evenals sommige gokautomaten.
Het interieur is voornamelijk ontworpen door ontwerpers uit Londen en Parijs in de Louis XVI-stijl, die overal consistent is. Auteur Marcus Binney beschrijft de geweldige suite met kamers op de begane grond als "een van de meesterwerken van hotelarchitectuur aller tijden" en vergelijkt het met een koninklijk paleis met zijn "grote vergezichten, verheven proporties en sprankelende kroonluchters".
De meest bekende faciliteit van het Ritz is het Palm Court, waar de beroemde "Tea at the Ritz" wordt gehouden. Het is een weelderig gedecoreerde crèmekleurige Louis XVI-setting, met panelen met panelen in vergulde bronzen frames. Het hotel heeft zes privé-eetkamers, de Marie Antoinette Suite, met zijn boiserie, en de kamers in het monumentale William Kent House *. De Rivoli Bar, gebouwd in de Art Deco-stijl, werd in 2001 ontworpen door interieurontwerpster Tessa Kennedy, om te lijken op de bar op de Orient Express.